# 2855 Bastian
2855 Bastian è un asteroide della fascia principale. Scoperto nel 1931, presenta un'orbita caratterizzata da un semiasse maggiore pari a 2,4559913 UA e da un'eccentricità di 0,1665777, inclinata di 8,14207° rispetto all'eclittica.